# Nati nel 1950/Agosto
| Questa pagina contiene informazioni ricavate automaticamente dalle voci biografiche con l'ausilio del template Bio e di un bot. L'aggiornamento è periodico e automatico e ricostruisce completamente la pagina. Se manca una persona in questa lista, sei pregato di non aggiungerla, ma accertati piuttosto che la sua voce biografica contenga il template Bio e che i dati anagrafici siano correttamente compilati. Se il template Bio manca, inseriscilo tu stesso o, in alternativa, metti l'avviso {{tmp\|Bio}} che ne segnala la mancanza. Se i dati riportati sono sbagliati, correggi direttamente la voce biografica; le modifiche saranno visibili in questa lista entro pochi giorni. Per chiarimenti vedi il progetto biografie. La lista contiene solo le 228 persone che sono citate nell'enciclopedia e per le quali è stato implementato correttamente il template Bio. Pagina aggiornata al 18 ago 2025. |

- 1º agosto - Steve Bracey, cestista statunitense († 2006)
- 1º agosto - Stephan Braunfels, architetto tedesco
- 1º agosto - Bunkhouse Buck, ex wrestler statunitense
- 1º agosto - Loles León, attrice spagnola
- 1º agosto - Fernando Molinos, dirigente sportivo e ex calciatore spagnolo
- 1º agosto - Roy Williams, allenatore di pallacanestro statunitense
- 2 agosto - Jussi Adler-Olsen, scrittore danese
- 2 agosto - Mathieu Carrière, attore tedesco
- 2 agosto - Tore Cervin, ex calciatore svedese
- 2 agosto - Graham Hancock, giornalista, scrittore e ufologo britannico
- 2 agosto - Kathryn Harrold, attrice statunitense
- 2 agosto - Ken Kutaragi, informatico e inventore giapponese
- 2 agosto - Jean-Marie Lovey, vescovo cattolico svizzero
- 2 agosto - Gilberto Luchini, ex rugbista a 15 italiano
- 2 agosto - Paulos Stamelos, ex cestista greco
- 2 agosto - Walter Kirk Stratton Jr., attore statunitense
- 2 agosto - Halldóra K. Thoroddsen, scrittrice islandese († 2020)
- 2 agosto - Ted Turner, chitarrista e cantante britannico
- 3 agosto - Waldemar Cierpinski, ex maratoneta tedesco
- 3 agosto - John Landis, regista, sceneggiatore e attore statunitense
- 3 agosto - Dinu Patriciu, politico, imprenditore e architetto rumeno († 2014)
- 3 agosto - Jo Marie Payton, attrice statunitense
- 3 agosto - Stefano Pivato, storico e saggista italiano
- 3 agosto - Felice Pizzuti, economista italiano
- 3 agosto - Ernesto Samper, politico e economista colombiano
- 4 agosto - Sabina Ciuffini, showgirl e conduttrice televisiva italiana
- 4 agosto - Roberto Esposito, filosofo italiano
- 4 agosto - Caldwell Jones, cestista e allenatore di pallacanestro statunitense († 2014)
- 4 agosto - István Jónyer, ex tennistavolista ungherese
- 4 agosto - Alessandro Leombroni, cestista italiano († 2004)
- 4 agosto - Sapphire, scrittrice, poetessa e educatrice statunitense
- 4 agosto - Sachiyo Yamamoto, cestista giapponese († 2013)
- 5 agosto - Félix Guerreiro, ex calciatore portoghese
- 5 agosto - Davie Kemp, ex calciatore scozzese
- 5 agosto - Baldwin Lonsdale, presbitero e politico vanuatuano († 2017)
- 5 agosto - Stanislav Mitin, regista sovietico († 2023)
- 5 agosto - Rosi Mittermaier, sciatrice alpina tedesca († 2023)
- 5 agosto - John Smith, ex velocista statunitense
- 5 agosto - Rafiq Tağı, giornalista azero († 2011)
- 5 agosto - Frank Terletzki, allenatore di calcio e ex calciatore tedesco orientale
- 5 agosto - Jack Wetherall, attore canadese
- 6 agosto - Jean-Pierre Armand, ex attore pornografico francese
- 6 agosto - Damião António Franklin, arcivescovo cattolico angolano († 2014)
- 6 agosto - Dorian Harewood, attore e doppiatore statunitense
- 6 agosto - John Pål Inderberg, sassofonista e compositore norvegese
- 6 agosto - Ephraim Mashaba, allenatore di calcio e ex calciatore sudafricano
- 6 agosto - Carole Pope, cantante, cantautrice e attivista britannica
- 6 agosto - Roy Rosenzweig, storico statunitense († 2007)
- 6 agosto - Winston Scott, ex astronauta statunitense
- 7 agosto - David Cannon, ex maratoneta britannico
- 7 agosto - Dom Capers, allenatore di football americano statunitense
- 7 agosto - Rodney Crowell, cantautore e produttore discografico statunitense
- 7 agosto - Adriana Faranda, ex brigatista italiana
- 7 agosto - Jon Hall, programmatore statunitense
- 7 agosto - Mark Irwin, direttore della fotografia canadese
- 7 agosto - Kessai Note, politico marshallese
- 7 agosto - Dave Wottle, ex mezzofondista statunitense
- 8 agosto - Lucia Annunziata, politica, giornalista e conduttrice televisiva italiana
- 8 agosto - Martine Aubry, funzionaria e politica francese
- 8 agosto - Filippo Bettini, critico letterario, storico della letteratura e italianista italiano († 2012)
- 8 agosto - Fabrizio Dragosei, giornalista italiano
- 8 agosto - Sarah Dunant, scrittrice inglese
- 8 agosto - Willie Hall, batterista statunitense
- 8 agosto - Tor Egil Johansen, ex calciatore norvegese
- 8 agosto - Lucjan Lis, ciclista su strada polacco († 2015)
- 8 agosto - Phil Parkes, ex calciatore inglese
- 8 agosto - Mutulu Shakur, attivista statunitense († 2023)
- 9 agosto - Anémone, attrice francese († 2019)
- 9 agosto - Mauro Corona, scrittore e alpinista italiano
- 9 agosto - Paolo Di Mizio, giornalista e scrittore italiano
- 9 agosto - Robin Megraw, ex calciatore inglese
- 9 agosto - Sanji Mmasenono Monageng, giudice botswana
- 9 agosto - Seyni Oumarou, politico nigerino
- 9 agosto - Massimo Ponzellini, banchiere, dirigente d'azienda e dirigente pubblico italiano
- 9 agosto - Kaur Singh, pugile indiano († 2023)
- 10 agosto - Patti Austin, cantante statunitense
- 10 agosto - Don Buse, ex cestista e allenatore di pallacanestro statunitense
- 10 agosto - Theo Custers, ex calciatore belga
- 10 agosto - Margherita De Cal, ex judoka italiana
- 10 agosto - Claudio Debertolis, generale e aviatore italiano
- 10 agosto - Wiltrud Drexel, ex sciatrice alpina austriaca
- 10 agosto - Tetsuo Gotō, attore e doppiatore giapponese († 2018)
- 10 agosto - Vincent Stagnara, avvocato francese († 2010)
- 10 agosto - Pertti Ukkola, ex lottatore finlandese
- 11 agosto - Charlene Barshefsky, diplomatica e avvocato statunitense
- 11 agosto - Elya Baskin, attore lettone
- 11 agosto - Erik Brann, chitarrista statunitense († 2003)
- 11 agosto - Zora Kerowa, attrice cinematografica ceca
- 11 agosto - Adam LeFevre, attore statunitense
- 11 agosto - Alwin Wagner, ex discobolo tedesco
- 11 agosto - Steve Wozniak, informatico e inventore statunitense
- 12 agosto - Edgar Alandia, compositore e direttore d'orchestra boliviano
- 12 agosto - Adolfo Bartoli, direttore della fotografia italiano († 2024)
- 12 agosto - Jim Beaver, attore statunitense
- 12 agosto - Iris Berben, attrice tedesca
- 12 agosto - Paolo Danieli, politico italiano
- 12 agosto - August Darnell, musicista, cantante e compositore statunitense
- 12 agosto - Francesco Maria Greco, diplomatico italiano
- 12 agosto - Simon King, batterista inglese
- 12 agosto - George McGinnis, cestista statunitense († 2023)
- 12 agosto - Franco Moretti, critico letterario e saggista italiano
- 12 agosto - Nijolė Sabaitė, ex mezzofondista sovietica
- 12 agosto - Aleksandr Sidel'nikov, hockeista su ghiaccio sovietico († 2003)
- 12 agosto - Augusto Taiocchi, pilota motociclistico italiano († 2010)
- 12 agosto - David Valdes, produttore cinematografico statunitense
- 13 agosto - Michele Bovi, giornalista e autore televisivo italiano
- 13 agosto - Jane Carr, attrice britannica
- 13 agosto - Franco Frigo, politico italiano
- 13 agosto - Marián Masný, ex calciatore cecoslovacco
- 13 agosto - Magdalena Matte, politica e ingegnera cilena
- 13 agosto - Gigi Moncalvo, giornalista, scrittore e conduttore televisivo italiano
- 13 agosto - Raul Ranieri Taccini, pallanuotista e pugile italiano († 2011)
- 13 agosto - Gianna Serra, politica italiana
- 13 agosto - Pluto Shervington, musicista, cantante e produttore discografico giamaicano († 2024)
- 13 agosto - Henry Wilmore, ex cestista statunitense
- 14 agosto - Fedja Damjanov, ex canoista bulgaro
- 14 agosto - François Dupeyron, regista e sceneggiatore francese († 2016)
- 14 agosto - Vincenzo Guerini, ex velocista italiano
- 14 agosto - Peter Guinness, attore britannico
- 14 agosto - Gary Larson, fumettista statunitense
- 14 agosto - Massimo Lucarelli, ex cestista e dirigente sportivo italiano
- 14 agosto - Paolo Mengoli, cantante e personaggio televisivo italiano
- 14 agosto - Francesco Paolo Tanzj, scrittore e poeta italiano
- 14 agosto - Jim Wynorski, regista, produttore cinematografico e sceneggiatore statunitense
- 15 agosto - Salvatore Abbruzzese, politico italiano († 2025)
- 15 agosto - Tommy Aldridge, batterista statunitense
- 15 agosto - Volker Fischer, schermidore tedesco
- 15 agosto - Tess Harper, attrice statunitense
- 15 agosto - Jorma Ollila, dirigente d'azienda finlandese
- 15 agosto - Kristy Pigeon, ex tennista statunitense
- 15 agosto - Gaylen Ross, attrice e regista statunitense
- 15 agosto - Andres Serrano, fotografo statunitense
- 15 agosto - Erwin Stricker, sciatore alpino italiano († 2010)
- 15 agosto - Jean-Marie Taubira, politico francese
- 15 agosto - Francesco Tirelli, politico italiano
- 15 agosto - Maria da Gloria Carvalho, modella brasiliana
- 15 agosto - Anna, principessa reale, principessa britannica
- 16 agosto - Hasely Crawford, ex velocista trinidadiano
- 16 agosto - Mirko Cvetković, economista e politico serbo
- 16 agosto - Cristano De Eccher, politico e insegnante italiano
- 16 agosto - Marshall Manesh, attore iraniano
- 16 agosto - Alvin Queen, batterista statunitense
- 16 agosto - Petra Schelm, terrorista tedesca († 1971)
- 16 agosto - Roberto Silvestri, giornalista e critico cinematografico italiano
- 16 agosto - Jack Unterweger, serial killer austriaco († 1994)
- 17 agosto - Klaus Fischer, imprenditore tedesco
- 17 agosto - Christian Kohlund, attore svizzero
- 17 agosto - Stuart Murdoch, allenatore di calcio inglese
- 17 agosto - Antônio Carlos Vendramini, allenatore di pallacanestro brasiliano († 2025)
- 18 agosto - Dennis Elliott, batterista britannico
- 18 agosto - Lorenzo Pinna, giornalista e divulgatore scientifico italiano
- 19 agosto - Jürgen Bähringer, ex calciatore tedesco orientale
- 19 agosto - Reinhard Fabisch, calciatore e allenatore di calcio tedesco († 2008)
- 19 agosto - Aino Kallunki, ex biatleta finlandese
- 19 agosto - Vincenzo Recchia, politico italiano
- 19 agosto - Muhammad Mian Soomro, politico pakistano
- 19 agosto - Francesco Tritto, giurista italiano († 2005)
- 20 agosto - Petra Kandarr, velocista tedesca († 2017)
- 20 agosto - Mita Medici, cantante, attrice e soubrette italiana
- 20 agosto - Isaia Sales, saggista e politico italiano
- 20 agosto - William Suff, assassino seriale statunitense
- 21 agosto - Carlos Miguel Aysa González, politico, diplomatico e avvocato messicano
- 21 agosto - Arthur Herman Bremer, criminale statunitense
- 21 agosto - Aldo Cerantola, dirigente sportivo italiano
- 21 agosto - Patrick Juvet, cantante, compositore e modello svizzero († 2021)
- 22 agosto - Mariano Biondi, calciatore e allenatore di calcio argentino († 2015)
- 22 agosto - Scooter Libby, avvocato statunitense
- 22 agosto - Gino Natali, ex cestista e dirigente sportivo italiano
- 22 agosto - Toshirō Suga, artista marziale giapponese
- 22 agosto - Richard Trinkler, ex ciclista su strada svizzero
- 22 agosto - Leroy Wallace, batterista e percussionista giamaicano
- 23 agosto - Luigi Delneri, ex calciatore italiano
- 23 agosto - Laurinda Hope Spear, architetto e designer statunitense
- 23 agosto - Marian Krzaklewski, politico polacco
- 23 agosto - Alexandru Moldovan, allenatore di calcio, ex calciatore e avvocato rumeno
- 23 agosto - Bah Ndaw, militare e politico maliano
- 23 agosto - Roza Otunbaeva, politica kirghisa
- 23 agosto - Giovanni Piconi, mafioso italiano
- 24 agosto - Marc Aaronson, astronomo statunitense († 1987)
- 24 agosto - John Banaszak, ex giocatore di football americano statunitense
- 24 agosto - Terrence William Deacon, antropologo statunitense
- 24 agosto - Renato Genovese, giornalista e scrittore italiano
- 24 agosto - Eliza Gilkyson, cantautrice e musicista statunitense
- 24 agosto - Andrej Jakubik, allenatore di calcio e ex calciatore sovietico
- 24 agosto - Ami Mandelman, cantante, attore e doppiatore israeliano
- 24 agosto - Bob Nash, ex cestista e allenatore di pallacanestro statunitense
- 24 agosto - Ansley Truitt, cestista statunitense († 2021)
- 25 agosto - Giovanni Battezzato, attore e doppiatore italiano († 2022)
- 25 agosto - Willy DeVille, musicista e cantautore statunitense († 2009)
- 25 agosto - Charles Fambrough, bassista, compositore e produttore discografico statunitense († 2011)
- 25 agosto - Francesco Foti, avvocato e personaggio televisivo italiano
- 25 agosto - Jill Hammond, ex cestista australiana
- 25 agosto - Jean-Luc Molinéris, ex ciclista su strada francese
- 25 agosto - Mario Pedone, attore italiano († 2009)
- 26 agosto - Giancarlo Abete, imprenditore, politico e dirigente sportivo italiano
- 26 agosto - Annette Badland, attrice britannica
- 26 agosto - Benjamin Hendrickson, attore statunitense († 2006)
- 26 agosto - Yumiko Igarashi, fumettista giapponese
- 26 agosto - Renato Natale, medico, politico e attivista italiano
- 26 agosto - Walter Pagliaro, regista teatrale italiano
- 26 agosto - Ahmed el-Saharty, ex cestista egiziano
- 26 agosto - Carlos Sevilla, allenatore di calcio ecuadoriano
- 26 agosto - Steinunn Sigurðardóttir, scrittrice e poetessa islandese
- 26 agosto - Frans Van Looy, ciclista su strada e dirigente sportivo belga († 2019)
- 27 agosto - Robbie Cadee, ex cestista e allenatore di pallacanestro australiano
- 27 agosto - Charles Fleischer, attore, doppiatore e comico statunitense
- 27 agosto - Neil Murray, bassista britannico
- 27 agosto - Cynthia Potter, tuffatrice statunitense
- 27 agosto - Shōji Yūki, ex cestista giapponese
- 28 agosto - Seil'da Bajšakov, calciatore sovietico († 2023)
- 28 agosto - Silvio Baracchini, ex pallanuotista italiano
- 28 agosto - Randolph Roque Calvo, vescovo cattolico statunitense
- 28 agosto - Robert Kasting, ex nuotatore canadese
- 28 agosto - Michael Matthews, compositore e docente canadese
- 28 agosto - Malcolm Partridge, ex calciatore inglese
- 29 agosto - Frank Henenlotter, regista, sceneggiatore e montatore statunitense
- 29 agosto - Toni Kalem, attrice statunitense
- 29 agosto - Carmen Leccardi, sociologa italiana
- 29 agosto - Dave Reichert, politico statunitense
- 29 agosto - Dick Spring, politico irlandese
- 30 agosto - Edro Colombini, medico e politico italiano
- 30 agosto - Antony Gormley, scultore britannico
- 30 agosto - Khemais Labidi, allenatore di calcio e ex calciatore tunisino
- 30 agosto - Mike Margulis, calciatore statunitense († 2018)
- 30 agosto - Micky Moody, chitarrista inglese
- 30 agosto - Jurij Silov, velocista sovietico († 2018)
- 31 agosto - Martina Babková, ex cestista cecoslovacca
- 31 agosto - Marcello Del Duca, ex pallanuotista italiano